# Derodontidae
Derodontidae je čeleď brouků ve své vlastní nadčeledi Derodontoidea. V čeledi je 10 druhů ve 4 rodech. Brouci této čeledi jsou malí, mezi 2 a 6 mm délky, se štítkem se zubatými okraji, což těmto broukům dalo také jejich jméno. Rodu Laricobius tyto zuby na štítu chybí.